# Jan Charouz
Jan Charouz, född 17 juli 1987 i Prag, är en tjeckisk racerförare. Han är son till racerföraren Antonín Charouz.

## Racingkarriär
Charouzs största framgång hittills i karriären var förstaplatsen i F3000 International Masters 2006. Efter det har han mest tävlat i Le Mans Series, där han blev mästare tillsammans med Tomáš Enge och Stefan Mücke 2009. 2010 körde han i Formula Renault 3.5 Series för P1 Motorsport och slutade på artonde plats, samt i Auto GP för Charouz-Gravity Racing, vilken han blev fyra totalt i. 2011 fortsätter Charouz i Formula Renault 3.5 Series, nu för Gravity-Charouz Racing.
| År                                               | Klass/Mästerskap               | Team                                  | Bil                       | Totalt/poäng   | Bästa placering               |
| ------------------------------------------------ | ------------------------------ | ------------------------------------- | ------------------------- | -------------- | ----------------------------- |
| 2003                                             | Formula BMW ADAC               | SONAX-I.S.R.-Charouz Eifelland Racing | BMW FB02                  | -/0p           | ?                             |
| 2004                                             | Formula BMW ADAC               | Team Rosberg                          | Mygale FB02 (BMW K1200RS) | 21:a/3p        | ?                             |
| 2005                                             | Formula 3000 Italy             | Ma-Con                                | Lola B02/50 (Zytek)       | 11:a/10p       | ?                             |
| 2005/2006                                        | A1 Grand Prix                  | A1 Team Czech Republic                | Lola B05/52 (Zytek)       | 12:a/56p       | 18:e på Brands Hatch (Race 1) |
| 2006                                             | Mégane Trophy Eurocup          | Racing for Belgium                    | Renault Mégane            | 28:a/3p        | ?                             |
| 2006                                             | FIA GT - GT1                   | Zakspeed Racing                       | Saleen S7R                | 28:a/6,5p      | ?                             |
| 2006                                             | F3000 International Masters    | Charouz Racing System                 | Lola B02/50 (Zytek)       | 1:a/75p        | Två segrar                    |
| 2006/2007                                        | A1 Grand Prix                  | A1 Team Czech Republic                | Lola B05/52 (Zytek)       | 12:a/27p       | 13:e på Brands Hatch (Race 1) |
| 2007                                             | American Le Mans Series - LMP2 | Zytek Motorsports                     | ?                         | 16:e/19p       | ? på Road Atlanta             |
| 2007                                             | Le Mans Series - LMP1          | Charouz Racing System                 | Lola B07/17 (Judd)        | 10:a/15p       | ?                             |
| 2007                                             | Le Mans 24-timmars - LMP1      | Charouz Racing System                 | Lola B07/17 (Judd)        | 5:a            | 5:a                           |
| 2008                                             | Le Mans Series - LMP1          | Charouz Racing System                 | Lola B07/17 (Judd)        | 9:a/19p        | ?                             |
| 2008                                             | Le Mans 24-timmars - LMP1      | Charouz Racing System                 | Lola (Aston Martin)       | 9:a            | 9:a                           |
| 2009                                             | Le Mans Series - LMP1          | Aston Martin Racing                   | Lola (Aston Martin)       | 1:a/39p        | Två segrar                    |
| 2009                                             | Le Mans 24-timmars - LMP1      | AMR Eastern Europe                    | Lola (Aston Martin)       | 4:a            | 4:a                           |
| 2010                                             | Formel 1 - Testförare          | Renault F1                            | Renault R30               |                |                               |
| 2010                                             | Formula Renault 3.5 Series     | P1 Motorsport                         | Dallara FR35 (Renault)    | 18:e/16p       | Två sjundeplatser             |
| 2010                                             | Auto GP                        | Charouz-Gravity Racing                | Lola B05/52 (Zytek)       | 4:a/36p        | Två andraplatser              |
| 2010                                             | Le Mans 24-timmars - LMP2      | Oak Racing                            | Pescarolo (Judd)          | 2:a            | 2:a                           |
| 2011                                             | Formula Renault 3.5 Series     | Gravity-Charouz Racing                | Dallara GMP (Nissan VQ35) | säsongen pågår | säsongen pågår                |
| Senast uppdaterad: 2011-04-16 (4986 dagar sedan) |                                |                                       |                           |                |                               |